# Huangdi neijing
Das Huangdi Neijing (chinesisch 黃帝內經 / 黄帝内经, Pinyin Huángdì Nèijīng, Jyutping Wong4dai3 Noi6ging1), auch einfach als Nèijīng (内经) bekannt, ist eines der ältesten Standardwerke der chinesischen Medizin. Es wird unter anderem als „Innerer Klassiker des Gelben Fürsten“, „Buch des Gelben Kaisers zur Inneren Medizin“ und „Die Medizin des Gelben Kaisers“ übersetzt und besteht aus zwei großen Teilen. Dieses medizinische Fachwerk ist bis heute grundlegend und richtungsweisend für die Ausbildung innerhalb der chinesischen Medizin. Es wurde von der UNESCO in die Liste des Weltdokumentenerbes aufgenommen.

## Entstehungsgeschichte
Seit der Han-Dynastie (汉朝,  Hàncháo, ca. 206 v. Chr. bis 220 n. Chr.) und der Jin-Dynastie (晋朝,  Jìncháo, ca. 265–420 n. Chr.) bekannt als Jiujuan (九卷,  Jiǔjuàn – „9 Bände, 9-Rollen“) oder Zhenjing (针经,  Zhēnjīng – „Meridian-Klassiker, Akupunktur-Klassiker“)
Seit der Tang-Dynastie (唐朝,  Tángcháo, ca. 618–907 n. Chr.) bekannt als Lingshu (灵枢,  Língshū – „Angelpunkt der Struktivkraft, Angelpunkt der Essenz“)

## Inhalt und Aufbau

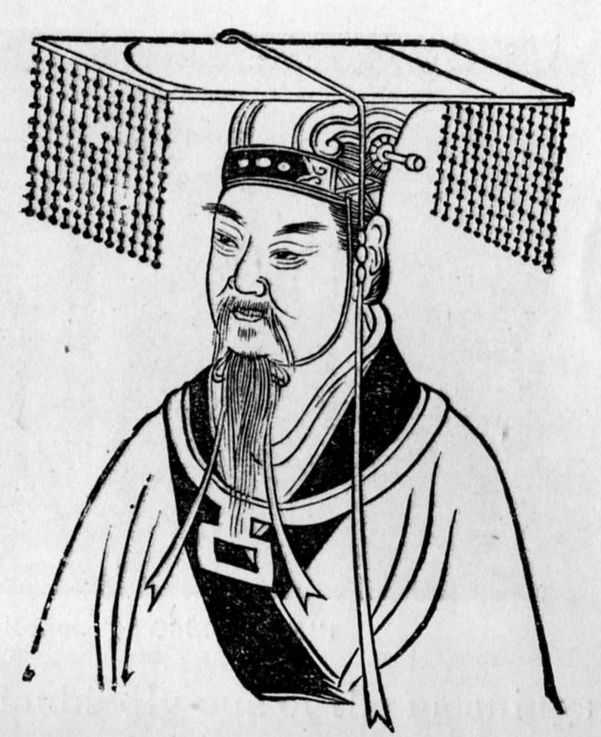
Gelber Kaiser (Huángdì)

Das Gesamtwerk des Huángdì Nèijīng gliedert sich in 18 Bände, die aus insgesamt 162 Kapiteln bestehen. Die ersten neun Bände bilden den ersten Teil des Werks und beinhalten das Huángdì Nèijīng Sùwèn (黄帝内经素问) – oder kurz Sùwèn (素问). Übersetzt wird dieser Teil mit „einfache Fragen“ oder „unbefangene Fragen“. Dort behandelt Huángdì im Gespräch mit seinem Meister Qí Bó (岐伯) vor allem die Naturgesetzmäßigkeiten zwischen Mensch und Natur, Mensch und Himmel und wie man alle Kräfte in Harmonie miteinander bringen kann. Diese Fragen und Erkenntnisse bilden das Fundament der grundlegenden Philosophie und Theorie der chinesischen Medizin.
Die weiteren neun Bände bilden den zweiten Teil des Werks und wurden erst im Laufe der Jahrhunderte hinzugefügt und waren auch immer unter anderen Bezeichnungen bekannt (siehe Entstehungsgeschichte). Seit der Tang-Dynastie werden diese Bände als Língshū („Angelpunkt der Struktivkraft“, 灵枢) bezeichnet und beschäftigen sich vor allem mit der äußeren Anwendung von Therapieformen wie der Akupunktur und Moxibustion, die angewandte Techniken dieser Therapien sowie der Organ- und Meridian-Theorie.

## Autoren
Als Autoren des Huángdì Nèijīng Sùwèn sind Huángdì selbst und sein Meister Qí Bó (岐伯) bekannt.
Der zweite Teil („Língshū“) soll eine Kompilation von Werken verschiedener Autoren aus den unterschiedlichsten Epochen sein.